# Aphthona andrewesi
Aphthona andrewesi es una especie de coleóptero de la familia Chrysomelidae. Fue descrita científicamente por primera vez en 1896 por Jacoby.